# David Pisot
David Pisot est un footballeur allemand né le 6 juillet 1987 à SpVgg Unterhaching.

## Biographie
Formé au VfB Stuttgart, il est prêté pour six mois à SC Paderborn 07 le 24 janvier 2008. En fin de contrat, il s'engage le 29 mai 2009 au FC Ingolstadt 04.
En 2012, il rallie le VfL Osnabrück.

## Palmarès
Vierge